# Новая Боярщина 1
Новая Боярщина 1 (бел. Новая Баяршчына 1) — деревня в составе Ямницкого сельсовета Быховского района Могилёвской области Республики Беларусь.

## Население
- 1999 год — 36 человек
- 2010 год — 6 человек